# Miss Terra 2009
Miss Terra 2009, nona edizione di Miss Terra, si è tenuta presso il Boracay Ecovillage Resort and Convention Center nell'isola di Boracay nelle Filippine il 22 novembre 2009. L'evento è stato presentato da Marc Nelson, Borgy Manotoc e Sarah Meier. La brasiliana Larissa Ramos è stata incoronata Miss Terra 2009. L'evento è stato trasmesso in diretta da ABS-CBN e Filipino Channel ed altri canali televisivi affiliati.

## Risultati

### Piazzamenti
| Risultato finale | Concorrente |
| ---------------- | --- |
| Miss Terra 2009  | - Brasile - Larissa Ramos |
| Miss Aria        | - Filippine - Sandra Seifert |
| Miss Acqua       | - Venezuela - Jessica Barboza |
| Miss Fuoco       | - Spagna - Alejandra Echevarria |
| Finaliste        | - Colombia - Alejandra Castillo - Martinica - Pascale Nelide - Polonia - Izabela Wilczek - Thailandia - Rujinan Phanseethum |
| Semifinaliste    | - Corea del Sud - Park Ye-ju - Francia - Magalie Thierry - Georgia - Nona Diakonidze - India - Shriya Kishore - Irlanda del Nord - Kayleigh O'Reilly - Paraguay - Gabriela Rejala - Singapore - Valerie Lim - Sudafrica - Chanel Grantham |

Nota: A differenza che in altri concorsi, in Miss Terra non ci sono finaliste. Invece vengono assegnati i titoli di Miss Aria, Miss Acqua e Miss Fuoco, alle tre concorrenti con il punteggio più alto dopo la vincitrice.

### Riconoscimenti speciali
| Riconoscimento                          | Nazione   | Concorrente      |
| --------------------------------------- | --------- | ---------------- |
| Best in National Costume                | Tanzania  | Evelyne Almasi   |
| Best in Swimsuit                        | Filippine | Sandra Seifert   |
| Best in Long Gown                       | Filippine | Sandra Seifert   |
| Miss Talent                             | Tahiti    | Niuriki Teremate |
| Miss Photogenic                         | Rep. Ceca | Tereza Budková   |
| Miss Friendship                         | Svizzera  | Graziella Rogers |
| Best in Eco-Bag Design Wear             | Rep. Ceca | Tereza Budková   |
| Best in Eco-Design Wear                 | Giamaica  | Jenaae Jackson   |
| Best in Use of Indigenous Products Wear | Albania   | Suada Saliu      |

     Riconoscimenti speciali maggiori
     Riconoscimenti minori degli sponsor

## Giudici
- Gina Watkins - Oratore e produttore di Diversity Impact
- Joe Marie Agriam - Ambientalista e presidente della camera di commercio di Iloilo, direttore della rivista CREAM
- Bùi Thúy Hạnh - Copresidente dell'Elite Model Management Vietnam e rappresentante del Vietnam a Miss Terra 2004
- Erwin Genuino - Ambientalista e preside del Trace College
- Tyrena Holley - Consulente per gli affari commerciali del dipartimento del commercio statunitense
- Bobby Horrigan - Imprenditore alberghiero statunitense e manager di Discovery Suites
- Agnesa Vuthaj - Direttrice di Miss Kosovo, e rappresentante dell'Albania a Miss Mondo 2004 e Miss Universo 2005
- Noel Cariño - Presidente di Boracay Fairways & Bluewater
- Priscilla Meirelles - Miss Terra 2004

## Concorrenti
| Nazione               | Concorrente              | Età | Statura | Città                    | Gruppo |
| --------------------- | ------------------------ | --- | ------- | ------------------------ | ------ |
| Albania               | Suada Saliu              | 22  | 1.79    | Alessio                  | 1      |
| Argentina             | Gisela Menossi           | 21  | 1.80    | Río Cuarto               | 2      |
| Australia             | Melinda Heffernan        | 24  | 1.73    | Cremorne                 | 1      |
| Bahamas               | Krystal Brown            | 23  | 1.73    | Nassau                   | 1      |
| Belgio                | Isabel van Hoof          | 18  | 1.72    | Anversa                  | 2      |
| Brasile               | Larissa Ramos            | 20  | 1.78    | Manaus                   | 3      |
| Canada                | Lateesha Ector           | 24  | 1.79    | Pierrefonds              | 2      |
| Cina                  | Yan Xu                   | 20  | 1.78    | Shandong                 | 1      |
| Cina Taipei           | Chen Yi-Wen              | 21  | 1.73    | Taipei                   | 3      |
| Colombia              | Alejandra Castillo       | 22  | 1.78    | Bogotà                   | 1      |
| Corea del Sud         | Park Ye-ju               | 22  | 1.73    | Seul                     | 2      |
| Costa Rica            | Malena Orozco            | 21  | 1.83    | Cartago                  | 2      |
| Cuba                  | Jamillette Gaxiola       | 20  | 1.75    | L'Avana                  | 1      |
| Danimarca             | Patrica Tjornelund       | 22  | 1.79    | Copenaghen               | 1      |
| Ecuador               | Diana Delgado            | 25  | 1.73    | Manta                    | 2      |
| El Salvador           | Mayra Aldana             | 23  | 1.73    | San Salvador             | 3      |
| Filippine             | Sandra Seifert           | 25  | 1.75    | Bacolod                  | 2      |
| Francia               | Magalie Thierry          | 22  | 1.78    | Froideconche             | 3      |
| Gabon                 | Marlyne Lea Ayenne       | 22  | 1.75    | Libreville               | 1      |
| Galles                | Dominique Dyer           | 20  | 1.70    | Neath Port Talbot        | 2      |
| Georgia               | Nona Diakonidze          | 19  | 1.75    | Tbilisi                  | 1      |
| Ghana                 | Mariam Abdul Rauf        | 21  | 1.73    | Regione del Nord         | 2      |
| Giamaica              | Jenaae Jackson           | 19  | 1.78    | Kingston                 | 1      |
| Giappone              | Takada Tomomi            | 22  | 1.72    | Tokyo                    | 1      |
| Grecia                | Triantafyllia Sarantinou | 21  | 1.79    | Atene                    | 3      |
| Guadalupa             | Marie-Ange Seymour       | 19  | 1.73    | Le Moule                 | 2      |
| Guam                  | Maria Luisa Santos       | 24  | 1.74    | Dededo                   | 3      |
| Guatemala             | Hamy Tejeda              | 24  | 1.77    | Città del Guatemala      | 3      |
| Honduras              | Alejandra Mendoza        | 19  | 1.75    | La Lima                  | 3      |
| Hong Kong             | Wang Shan Shan           | 20  | 1.73    | Sinkiang                 | 1      |
| India                 | Shriya Kishore           | 23  | 1.79    | Mumbai                   | 2      |
| Indonesia             | Nadine Zamira Syarief    | 25  | 1.68    | Giacarta                 | 1      |
| Inghilterra           | Kirsty Nichol            | 19  | 1.73    | Islington                | 2      |
| Irlanda del Nord      | Kayleigh O'Reilly        | 18  | 1.78    | Derry                    | 3      |
| Israele               | Noy Michaelov            | 24  | 1.78    | Gerusalemme              | 1      |
| Italia                | Luna Voce                | 21  | 1.75    | Milano                   | 2      |
| Kenya                 | Catherine Muturi         | 24  | 1.78    | Gatundu                  | 2      |
| Kosovo                | Elsa Marku               | 18  | 1.75    | Pristina                 | 2      |
| Lettonia              | Diana Kubasova           | 20  | 1.75    | Riga                     | 1      |
| Libano                | Nicole Lichaa Khoury     | 18  | 1.72    | Beirut                   | 3      |
| Lussemburgo           | Theodora Bănică          | 21  | 1.70    | Lussemburgo              | 2      |
| Macao                 | Jia Pei                  | 20  | 1.75    | Macao                    | 3      |
| Malaysia              | Madeline Nandu           | 23  | 1.73    | Sabah                    | 2      |
| Malta                 | Alison Gallea Valletta   | 21  | 1.72    | Attard                   | 3      |
| Martinica             | Pascale Nelide           | 18  | 1.80    | Fort-de-France           | 1      |
| Messico               | Natalia Quiñónez         | 23  | 1.78    | Zapopan                  | 3      |
| Nepal                 | Richa Thapa Magar        | 24  | 1.64    | Kathmandu                | 3      |
| Nigeria               | Modesta Alozie           | 21  | 1.75    | Abia                     | 3      |
| Nuova Zelanda         | Catherine Irving         | 19  | 1.72    | Waverley                 | 2      |
| Paesi Bassi           | Sabrina Anijs            | 21  | 1.75    | L'Aia                    | 2      |
| Pakistan              | Ayesha Gilani            | 26  | 1.70    | Lahore                   | 1      |
| Panama                | Geraldine Higuera        | 20  | 1.71    | La Chorrera              | 2      |
| Paraguay              | Gabriela Rejala          | 20  | 1.75    | Ñemby                    | 3      |
| Perù                  | Leticia Rivera           | 21  | 1.79    | Cajamarca                | 3      |
| Polonia               | Izabela Wilczek          | 23  | 1.77    | Pabianice                | 1      |
| Porto Rico            | Dignelis Jiménez         | 25  | 1.71    | Arecibo                  | 3      |
| Rep. Ceca             | Tereza Budková           | 19  | 1.76    | Sezimovo Ústí            | 1      |
| Rep. Dominicana       | Mariel Garcia            | 24  | 1.78    | San Francisco de Macorís | 1      |
| Russia                | Ksenia Podsevatkina      | 22  | 1.78    | Saratov                  | 2      |
| Samoa                 | Varuna Curry             | 21  | 1.75    | Apia                     | 3      |
| Scozia                | Sarah Finlay             | 23  | 1.78    | Glasgow                  | 3      |
| Serbia                | Dijana Milojkovic        | 22  | 1.75    | Ćuprija                  | 2      |
| Singapore             | Valerie Lim              | 24  | 1.80    | Singapore                | 3      |
| Slovacchia            | Lea Sindlerova           | 22  | 1.75    | Nitra                    | 2      |
| Slovenia              | Maja Jamnik              | 18  | 1.75    | Lubiana                  | 3      |
| Spagna                | Alejandra Echevarria     | 20  | 1.81    | Jaén                     | 1      |
| Stati Uniti d'America | Amy Diaz                 | 25  | 1.68    | North Providence         | 2      |
| Sudafrica             | Chanel Grantham          | 20  | 1.75    | Durban                   | 1      |
| Sudan del Sud         | Aheu Deng                | 18  | 1.96    | Giuba                    | 2      |
| Svezia                | Giulia Simone Olsson     | 19  | 1.75    | Stoccolma                | 2      |
| Svizzera              | Graziella Rogers         | 22  | 1.71    | Lyss                     | 3      |
| Tahiti                | Niuriki Teremate         | 21  | 1.73    | Punaauia                 | 3      |
| Tanzania              | Evelyne Almasi           | 24  | 1.80    | Dar es Salaam            | 3      |
| Thailandia            | Rujinan Phanseethum      | 20  | 1.72    | Udon Thani               | 3      |
| Tonga                 | Mary Greatz              | 21  | 1.73    | Nukuʻalofa               | 2      |
| Turchia               | Gözde Zay                | 26  | 1.75    | Istanbul                 | 2      |
| Turks e Caicos        | Alison Capron            | 23  | 1.73    | Providenciales           | 2      |
| Ucraina               | Karina Golovata          | 21  | 1.78    | Kiev                     | 1      |
| Ungheria              | Korinna Kocsis           | 18  | 1.73    | Jákfa                    | 1      |
| Venezuela             | Jessica Barboza          | 22  | 1.74    | Maracaibo                | 1      |